# GinyuforcE
GinyuforcE (ギニューフォース) はかつて存在した2009年頃にばっくほーんによって結成された世界初のサイリウムでパフォーマンスをするチーム。

## 概要
2009年（平成21年）7月に元ギニュ〜特戦隊メンバーのばっくほーんが世界で初めてサイリウムを握りヲタ芸を始めギニュ〜特戦隊を結成。初代メンバーは、ばっくほーん・脇折り・okailove・piva・さんぱちゃの5名であった。ヲタ芸中心の動画をYouTube、ニコニコ動画に投稿し人気を集めた。2022年（令和4年）現在に到るまでにメンバーが度々変わっている。リーダーのギアによると、"数え間違えでなければ29名います"とのこと（動画投稿当時）。
動画投稿以外にもイベント出演、PV、MV、CM出演、振り付けを行なっている。

## 活動内容
- ヲタ芸の動画投稿

YouTubeをメインとしたヲタ芸動画の投稿を行なっている。またヲタ芸以外の企画動画を毎週水曜日と土曜日に投稿している。
- 企業案件

TV、CM、PV、MV出演振り付け。
- イベント出演

東京ロマンスパークをはじめとするヲタ芸イベントを不定期に行なっている。2018年からは株式会社ルミカと協力してサイリウムダンスワールドバトル(CDWB)を開催しており、初代世界王者は水矩(みかね)、第二回王者はHong。
2019年のイベント、企業案件での活動日数は105日。

## 来歴
2009年、ばっくほーんによって初代ギニュ〜特戦隊を設立。
この頃はまだ本格的な活動は行なっておらず、名前がついたのもこの頃ではない。
2010年に初のYouTube動画投稿を行い人気を集めた。
2017年にチーム名をギニュ〜特戦隊からGinyuforcEに変更。
2020年にワンマンライブを横浜で行う予定だったが新型コロナウイルスの影響で中止した。
2024年、解散されることが発表された。
同年5月、渋谷GRACE BALIにて開催された、 「GinyuforcE解散ライブ」をもって解散した。

## メンバー
メンバーそれぞれにメンバーカラーが振り分けられている。

### 主なメンバー
| 名前              | 生年月日               | ヲタ芸歴 | メンバーカラー | スタイル                  | Twitter                            |
| ----------------- | ---------------------- | -------- | -------------- | ------------------------- | ---------------------------------- |
| ギア/GEAR         | 1992年12月15日（32歳） | 14年     | 緑             | オールラウンダー          | https://twitter.com/gear_stephenie |
| よしき/YOSHIKI    | 1995年2月20日（30歳）  | 13年     | 黄             | オールドスタイル          | https://twitter.com/yoshiki__1111  |
| らて/LATTE        | 1998年10月16日（26歳） | 10年     | 紫             | トーチ系                  | https://twitter.com/14ttE          |
| うに/UNI          | 2001年3月25日（23歳）  | 5年      | 青             | オールラウンダー          | https://twitter.com/Uu_nix3        |
| ゆーきち/YUKICHI  | 2003年4月22日（21歳）  | 4年      | 浅葱           | オールラウンダー          | https://twitter.com/Yukichi_422    |
| ぽくぽく/POKUPOKU | 2000年2月9日（25歳）   | 6年      | 赤             | パワー系/オールドスタイル | https://twitter.com/po_ku_29       |
| HIDE              | 1995年10月4日（29歳）  | 11年     | ピンク         | オールドスタイル          | https://twitter.com/hide_3599      |
| 藍弱/I-Jack       | ????年3月4日           | ?年      | 白黒           | パワー系/オールラウンダー | https://twitter.com/enovalfosI     |

準メンバー
- たなっち-DHZ、はじめしゃちょーの畑
- シュン-Fly-N
- こじこじ-EveninGlow
- よるる-攻略組

### 歴代メンバー
- ばっくほーん
- えのらげい
- らすく
- とむ
- まお
- おつやま
- okailove
- さんぱちゃ
- 脇折り
- piva
- オカギア
- しゅんしゅん
- 軟体ヲタ芸生物
- えるざ
- 気まぐれ
- ふぇると-北の打ち師達
- ぴーくん
- はら
- イレイ
- ペリカン
- さい
- たなっち-DHZ、はじめしゃちょーの畑
- シュン-Fly-N
- こじこじ-EveninGlow
- よるる-攻略組